# Unterkochen
Unterkochen ist ein von Industrie geprägter Stadtbezirk der Großen Kreisstadt Aalen im Ostalbkreis in Baden-Württemberg (Deutschland).

## Geografie
Unterkochen liegt im Kochertal am Rande der Schwäbischen Alb. Der Ort ist westlich von den Hängen des Albuchs sowie östlich vom Härtsfeld umgeben.
Die Gemarkung des Stadtbezirks Aalen-Unterkochen hat eine Fläche von 2145 ha, wovon allerdings nur etwa 6 % bebaut sind. Der Rest unterteilt sich in Waldflächen (ca. 74 %), Landwirtschaftsfläche (ca. 14 %) und sonstige Gebiete (ca. 6 %).

### Nachbargemeinden
Nachbargemeinden sind in südlicher Richtung entlang der B 19 Oberkochen, nördlich Aalen. Außerdem liegt im Osten auf der Hochfläche des Härtsfelds der Aalener Stadtbezirk Ebnat. Das Bezirksgebiet Unterkochens grenzt an zwei weitere Stadtbezirke, im Nordosten an Waldhausen und im Norden an Hofen.

### Stadtbezirksgliederung
Zum Stadtbezirk gehören die Stadtteile Unterkochen, Birkhof, Glashütte, Neukochen, Neuziegelhütte, Pulvermühle sowie Stefansweiler Mühle.

### Raumplanung
Unterkochen ist als Stadtbezirk in das Mittelzentrum Aalen innerhalb der Region Ostwürttemberg eingebettet.

## Geschichte
Unterkochen wurde um 1136 als „Cochon“ erstmals erwähnt. Die Siedlung entstand um ein Schloss („Kocherburg“), das bereits 1300 erwähnt, 1627 aber neu erbaut und bereits 1645 von den Schweden zerstört wurde. Heute sind davon nur noch Mauerreste erhalten. Besitzer waren ursprünglich die Herren von Kochenburg, denen die von Ahelfingen und 1317 die von Öttingen folgten, bevor der Ort an Ellwangen gelangte. Die Kocherburg wurde dann Sitz des Obervogts des ellwangischen Oberamtes Kocherburg. Nach der Zerstörung des Schlosses residierten sie in einem neu erbauten Amtshaus. Weiteren Besitz im Dorf hatte bis 1465 die Familie Malse, deren Besitz ebenfalls an Ellwangen fiel. Im Ort wurde ab 1518 ebenso wie im benachbarten Oberkochen Erzabbau betrieben. Das Erz wurde ab 1557 von Württemberg verhüttet. 1614 musste Württemberg seine Werke jedoch an Ellwangen verkaufen. Nach dem Übergang zu Württemberg 1802 wurde das Werk geschlossen und nach Wasseralfingen verlegt. Im ehemaligen Amtshaus war bis 1877 das württembergische Kameralamt untergebracht. Zu Zeiten des Königreichs Württemberg gehörte Unterkochen zum Oberamt Aalen, welches 1934 in Kreis Aalen umbenannt und 1938 in den erweiterten Landkreis Aalen überführt wurde. Am 1. Januar 1973 wurde Unterkochen in die Stadt Aalen eingemeindet.

### Religionen
Die katholische Wallfahrtskirche St. Maria Unterkochen wurde 1248 erstmals erwähnt und die Pfarrei war lange Zeit auch für die Katholiken in Aalen zuständig. Auch heute noch gehört die Mehrzahl der Menschen von Unterkochen der römisch-katholischen Kirche an (ca. 56 %), weitere 21 % sind evangelisch. Die restlichen 23 % sind vor allem Angehörige des Islam sowie Menschen, die dazu keine Angaben machen.

### Einwohnerentwicklung
| Jahr | Einwohner |
| ---- | --------- |
| 1871 | 1672      |
| 1880 | 1884      |
| 1890 | 2103      |
| 1900 | 2601      |
| 1910 | 2526      |
| 1933 | 3050      |
| 1950 | 4870      |
| 1954 | 5220      |
| 1961 | 5843      |
| 1970 | 6228      |

| Jahr | Einwohner |
| ---- | --------- |
| 1975 | 6281      |
| 1980 | 6105      |
| 1985 | 5696      |
| 1990 | 5526      |
| 1995 | 5337      |
| 2000 | 5075      |
| 2005 | 5080      |
| 2010 | 4927      |
| 2015 | 4936      |
| 2020 | 5162      |

## Politik

### Ortschaftsrat
Der Ortschaftsrat des Stadtbezirks Unterkochen hat derzeit 14 Mitglieder, deren Amtszeit fünf Jahre beträgt. Die letzte Wahl fand bei den baden-württembergischen Kommunalwahlen am 9. Juni 2024 statt. Diese ergab folgende Zusammensetzung (die Veränderungen der Fraktionsstärke beziehen sich auf die vorletzte Wahl im Jahr 2019):
| Fraktion       | Anzahl Sitze | Veränderung |
| -------------- | ------------ | ----------- |
| CDU            | 5 Sitze      | +1          |
| FW Unterkochen | 4 Sitze      | +1          |
| SPD            | 3 Sitze      | −1          |
| GRÜNE          | 2 Sitze      | −1          |

### Ortsvorsteher

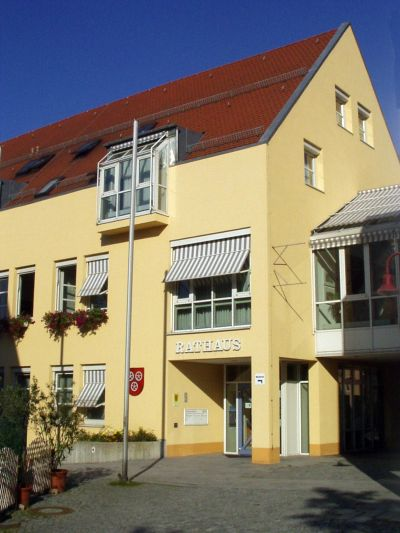
Rathaus Unterkochen

Ortsvorsteher des Stadtbezirks Unterkochen ist seit 2024 Hans-Peter Stütz.
| Name             | Fraktion | Amtszeit  |
| ---------------- | -------- | --------- |
| Karl Starz       | CDU      | 1973–1989 |
| Karl Maier       | SPD      | 1989–2014 |
| Heidi Matzik     | SPD      | 2014–2021 |
| Florian Stütz    | FW       | 2021–2022 |
| Martina Lechner  | SPD      | 2022–2024 |
| Hans-Peter Stütz | CDU      | seit 2024 |

### Wappen
Das Wappen von Unterkochen zeigt drei weiße, fünfspeichige, Räder in rotem Schild. Davon lassen sich auch die Farben des Stadtbezirks, rot-weiß, ableiten. Es geht auf die Herren von Kochen zurück, die 1136 erstmals erwähnt wurden und dieses Wappen bis 1475, als sie ausstarben, führten. Jedoch wurde das Wappen bis heute beibehalten.

## Kultur und Sehenswürdigkeiten

### Bauwerke

#### Wallfahrtskirche St. Maria

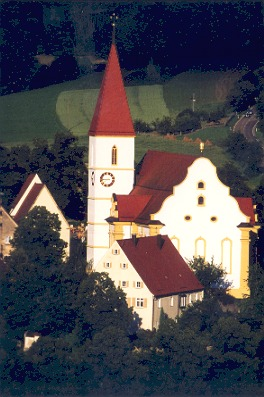
Wallfahrtskirche St. Maria Unterkochen

Aus allen Richtungen wird der Blick eingefangen von der beherrschenden Lage des Kirchbergs und seinem harmonisch sich einfügenden Gebäudeensemble, das von der Wallfahrtskirche gekrönt wird. Die erste urkundliche Erwähnung war im Jahre 1465. Stilgeschichtlich stammt die Kirche aus verschiedenen Epochen, der Turm ist aus der Romanik, der Chor aus der Gotik und das Schiff von Johann Michael Keller aus der Barockzeit. Im Hochaltar steht eine lebensgroße Marienstatue, ein Meisterwerk der Ulmer Schule, entstanden um 1496, das Unterkochener Gnadenbild, zu dem seit Jahrhunderten Wallfahrten führen.

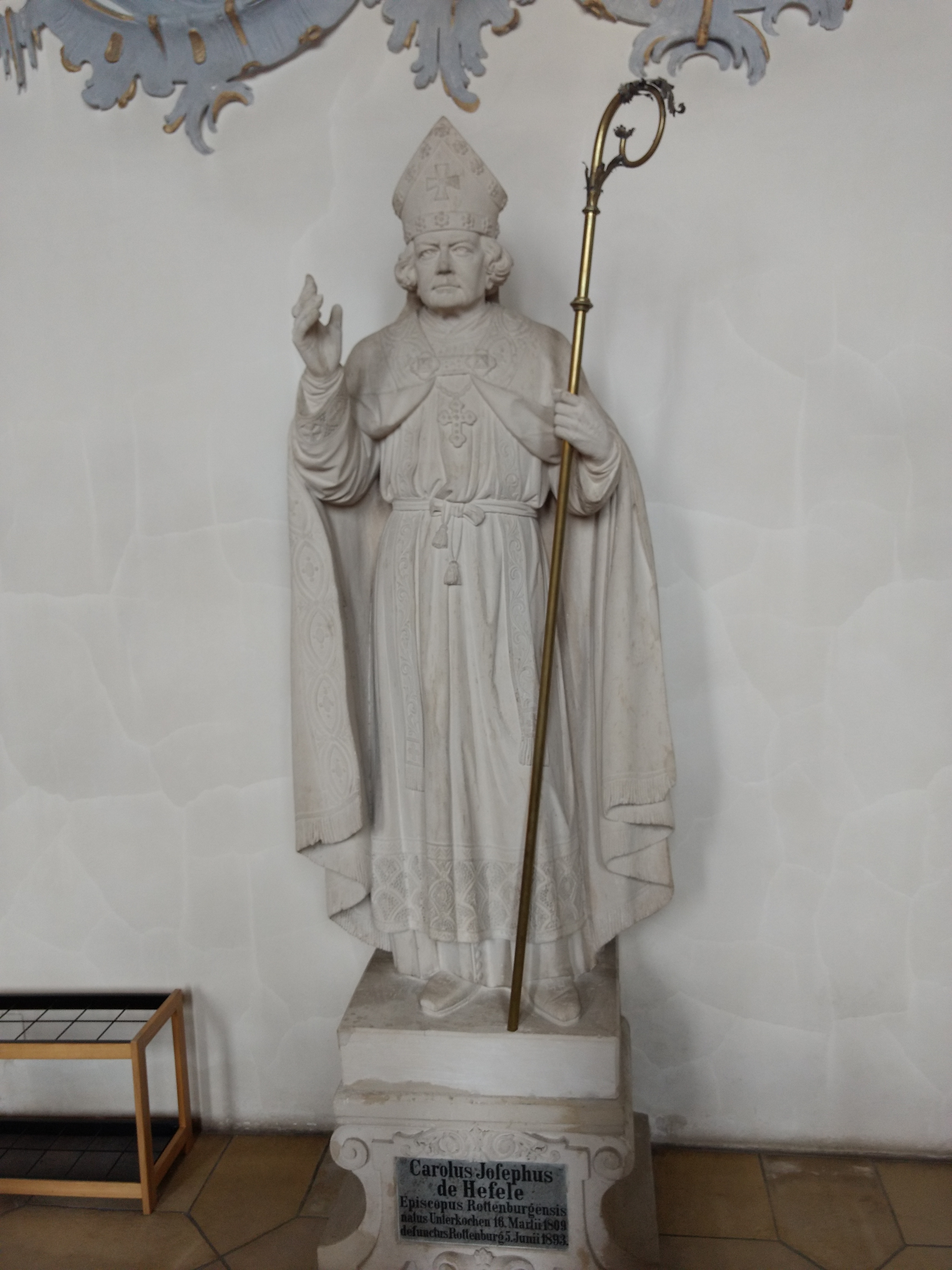
Standbild von Bischof Hefele

Das Standbild des dritten Bischofs von Rottenburg Karl Joseph von Hefele, links vorne im Kirchenschiff, wurde am 30. Mai 1897 errichtet. Hefele wurde am 15. März 1809 in der Hochmühle bei Unterkochen geboren, war Professor für Kirchengeschichte (Konzilien) an der Universität Tübingen und von 1869 bis 1893 Bischof von Rottenburg.

#### Kocherursprung
In Unterkochen entspringt der Weiße Kocher. In der Ortsmitte vereinigt er sich mit dem aus Oberkochen kommenden Schwarzen Kocher zum Kocher.

#### Ruine Kocherburg
Die Kocherburg auf einem Sporn der Hochfläche über dem Ortsrand ist mit ihren Befestigungsanlagen ein bedeutendes archäologisches Kulturdenkmal. Ausgrabungen erbrachten Erkenntnisse über eine schon prähistorische Besiedlung. Im Jahr 1645 wurde die „Kochenburg“ von den Schweden zusammengeschossen und danach nicht mehr wiederaufgebaut; die Trümmer blieben liegen bzw. wurden die Steine zum Bau von Gebäuden im Ort verwendet. Ein archäologischer Rundgang führt durch und um die Ruine.

#### Hohler Stein
Vom Ortsteil Glashütte steigt ein Hang steil an. Auf seiner Höhe befindet sich ein Felsen, der sich zu einer Höhlung wölbt. Der Hohle Stein ist die bekannteste und sagenträchtigste Unterkochener Höhle neben dem Schlossbaufeld, auf dem einst die Kocherburg stand. Der Hohle Stein ist eine großräumige Felshohlkehle, die zwei Höhlenschlote und ein langer, sehr flacher Höhlengang ergänzen.

#### Viadukt

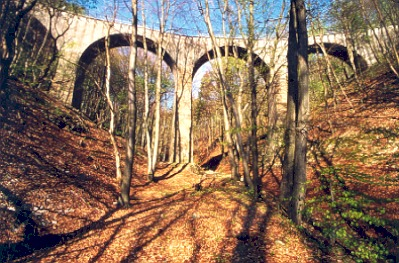
Viadukt Unterkochen

Das historische Bauwerk aus dem Jahre 1901 wurde für die ebenfalls neu gebaute Trasse der Härtsfeldbahn, der sogenannten Schättere, erbaut. Das Viadukt ist über 70 Meter lang und 25 Meter hoch. Im Jahre 1972 wurde der Eisenbahnbetrieb nach über 70 Jahren eingestellt. Heute führt ein ausgebauter Wanderweg über das in den Jahren 2003 und 2004 komplett renovierte Viadukt.

### Sport und Vereine
Im Häselbachstadion mit einem Rasen- und einem Kunstrasenplatz, trägt der FV 08 Unterkochen (Saison 2019/2020 Bezirksliga Ostwürttemberg) seine Heimspiele aus. Der Sportplatz am Kocherursprung wird als Trainingsplatz mit der benachbarten Tennisanlage (SV Unterkochen) genutzt. Weiterhin gibt es eine Mehrzweck-Sporthalle für Veranstaltungen und Sportarten aller Art, die angrenzende neue Festhalle, eine Gymnastikhalle sowie eine Pétanque-Anlage.
Es gibt sieben Sportvereine und weitere 13 Vereine der Bereiche Kultur, Wirtschaft, Kirche und Soziales.

### Regelmäßige Veranstaltungen
Jedes Jahr im Juni finden die über die Stadtgrenzen hinaus bekannten „Unterkochener Bärentage“ auf dem Rathausplatz statt, die 2012 die „Unterkochener Sommertage“ am Kocherursprung abgelöst haben.

## Wirtschaft und Infrastruktur

### Verkehr
BahnDer Stadtbezirk Unterkochen liegt an der Brenzbahn Ulm–Aalen. Pro Stunde fährt je ein Zug nach Ulm über Oberkochen, Heidenheim/Brenz und Giengen/Brenz sowie nach Aalen. Gleisanschlüsse besitzen zum Stand 2025 die Unternehmen Papierfabrik Palm, Munksjö und OSR.
StraßeÜber den Anschluss Aalen-Süd/Oberkochen gelangt man auf die A 7 (Würzburg–Füssen).
Über die Bundesstraße 19 besteht eine Nord-Süd-Verbindung.
LuftverkehrDer internationale Flughafen Stuttgart in Leinfelden-Echterdingen ist in 90 Minuten mit dem PKW oder mit der Bahn (direkter S-Bahn-Anschluss vom Stuttgarter Hauptbahnhof) zu erreichen. Die Stadt Aalen hat den kleinen Flugplatz Aalen-Heidenheim nahe Elchingen.
BusDer Stadtbezirk wird von zwei OVA-Stadtbuslinien und mehreren Linien verschiedener Busunternehmen bedient.
WanderwegDer Schwäbische-Alb-Nordrand-Weg, ein Fernwanderweg, führt durch den Ort.

### Ansässige Unternehmen
In Unterkochen dominiert die Papierverarbeitung (Papierfabrik Palm und Munksjö). Neben dieser sind die Industriezweige Metallverarbeitung (RUD-Kettenfabrik) und Textil (Lindenfarb und ROWA) wichtige Träger der Wirtschaftsstruktur.

### Medien
Unterkochen liegt im Verbreitungsgebiet der Tageszeitungen Schwäbische Post, einer Lokalausgabe der Südwest Presse, sowie der Aalener Nachrichten, einer Lokalausgabe der Schwäbischen Zeitung. Außerdem erscheint wöchentlich eine Ausgabe des Kocherburgboten, des Mitteilungsblatts des Stadtbezirks Aalen-Unterkochen.

### Öffentliche Einrichtungen
Unterkochen ist Sitz eines Bezirksamts, das Ansprechpartner rund um die kommunalen Dienstleistungen des Stadtbezirks ist.

### Bildung

#### Schulen
- Kocherburgschule (Grund- & Gesamtschule)

#### Kindergärten
- Katholischer Kindergarten St. Josef
- Katholischer Kindergarten Maria-Fatima
- Evangelischer Kindergarten Schatzkiste
- Kita am Kocherursprung

## Persönlichkeiten

### Ehrenbürger
- Georg Kollmann (1820–1903), Dekan
- Hans Meinzinger (1895–1970), Direktor
- Adolf Palm (1846–1925), Papierfabrikant
- Otto Palm (1882–1961), Papierfabrikant
- Bruno Arthur Tugendhat (1870–1957), Generaldirektor
- Philipp Wöhr (1877–1961), Fabrikant

### Söhne und Töchter des Stadtbezirks
- Karl Joseph von Hefele (1809–1893), römisch-katholischer Kirchenhistoriker, Dritter Bischof des Bistums Rottenburg-Stuttgart
- August Harlacher (1842–1907), deutscher Tenor und Opernregisseur
- Albert von Berrer (1857–1917), Generalleutnant
- Adolf Kling (1893–1938), Politiker (NSDAP)
- Hermann Weber (1902–1976), Pfarrer und Heimatforscher
- Hans Seibold (1904–1974), Politiker (NSDAP)
- Wilhelm Koch (1911–2004), Forstbeamter, Autor und Naturschützer
- Georg Sternbacher (1933–1995), Kunstmaler
- Michael Russ (* 1945), Konzertveranstalter
- Patrick Funk (* 1990), Fußballspieler
- Marius Funk (* 1996), Fußballspieler